# Microhyla hmongorum
Microhyla hmongorum — вид жаб з родини карликових райок (Microhylidae). Описаний у 2022 році.

## Назва
Вид названо на честь хмонгів — народу, представники якого допомагали науковцям у збиранні типових зразків.

## Поширення
Ендемік В'єтнаму. Відомий лише з типової місцевості — зібраний в гірському лісі провінції Лайтяу на північному заході країни.

## Опис
Жаба дрібного розміру (13,8–17,4 мм у самців; 19,2–20,3 мм у самиць; профіль морди загострений; дорсальна шкіра гладка з дрібними і плоскими горбками, нерівномірно розкиданими, дорсолатеральні краї не гострі; грудна клітка і живіт кремово-білі до паху і стегон з нечіткими сіруватими плямами по краях стегон і живота; підборіддя, горло рожевувато-білі з розсіяними нечіткими сіруватими плямами; перший палець довший за половину другого пальця.